# کامانو، واشینگتن
کامانو (به انگلیسی: Camano) یک منطقهٔ مسکونی در ایالات متحده آمریکا است که در شهرستان آیلند، واشینگتن واقع شده‌است. کامانو ۲۴۵٫۹ کیلومتر مربع مساحت و ۱۵٬۶۶۱ نفر جمعیت دارد و ۱۶ متر بالاتر از سطح دریا واقع شده‌است.